# Coryphaenoides

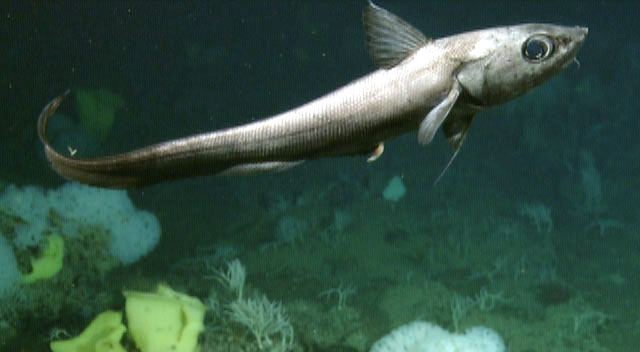
Coryphaenoides acrolepis

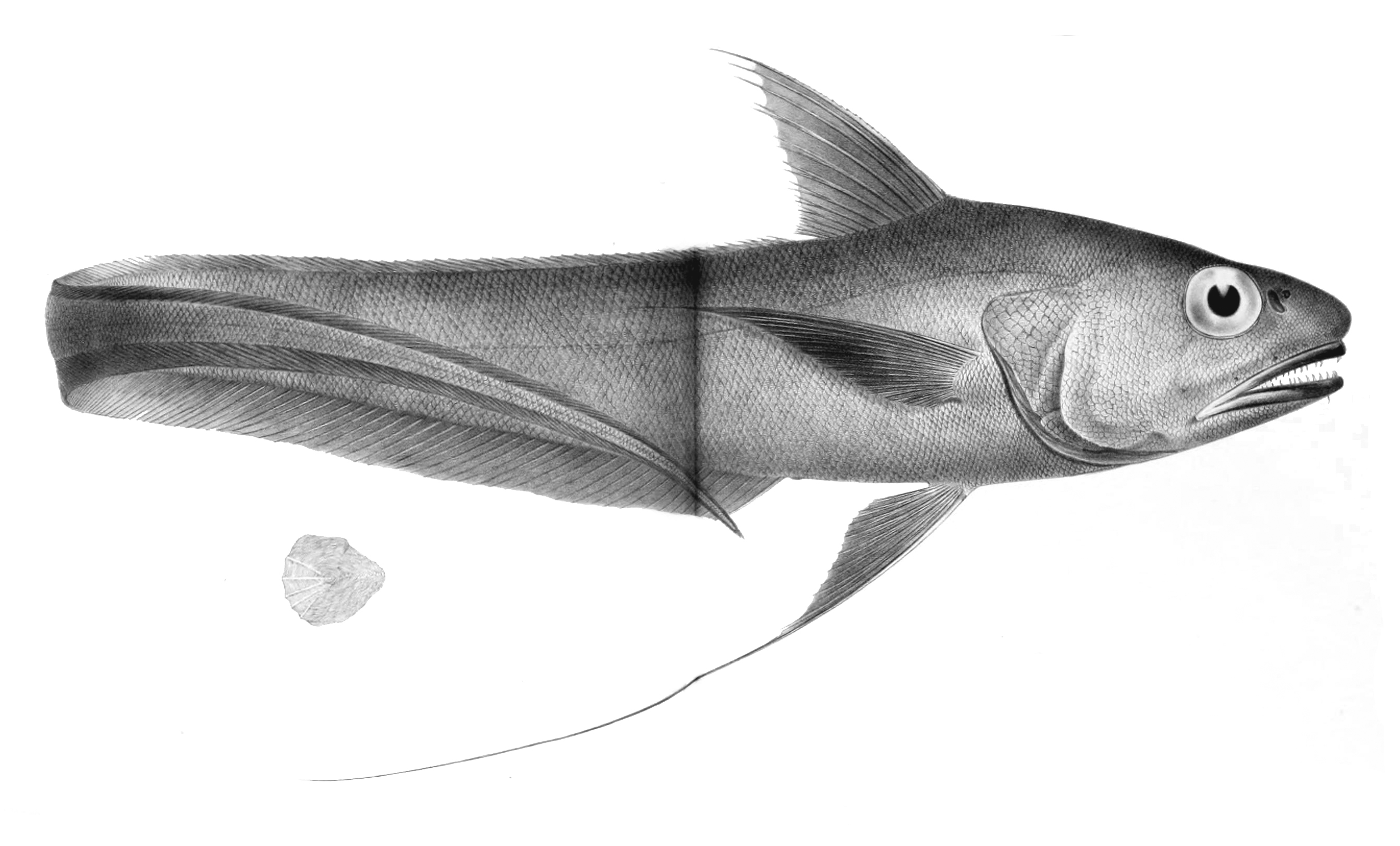
Coryphaenoides longifilis

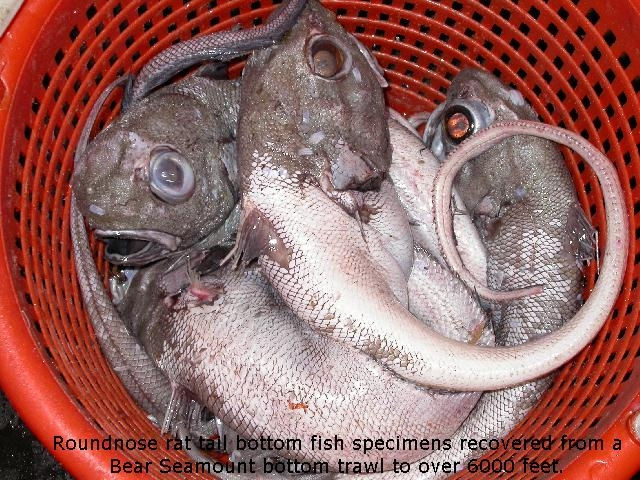
Coryphaenoides rupestris

A Coryphaenoides a sugarasúszójú halak (Actinopterygii) osztályának tőkehalalakúak (Gadiformes) rendjébe, ezen belül a hosszúfarkú halak (Macrouridae) családjába tartozó nem.

## Rendszerezés
A nembe az alábbi 66 faj tartozik:
- Coryphaenoides acrolepis (Bean, 1884)
- Coryphaenoides affinis Günther, 1878
- Coryphaenoides alateralis Marshall & Iwamoto, 1973
- Coryphaenoides altipennis Günther, 1877
- Coryphaenoides anguliceps (Garman, 1899)
- Coryphaenoides ariommus Gilbert & Thompson, 1916
- Coryphaenoides armatus (Hector, 1875)
- Coryphaenoides asper Günther, 1877
- Coryphaenoides asprellus (Smith & Radcliffe, 1912)
- Coryphaenoides boops (Garman, 1899)
- Coryphaenoides brevibarbis (Goode & Bean, 1896)
- Coryphaenoides bucephalus (Garman, 1899)
- Coryphaenoides bulbiceps (Garman, 1899)
- Coryphaenoides camurus (Smith & Radcliffe, 1912)
- Coryphaenoides capito (Garman, 1899)
- Coryphaenoides carapinus Goode & Bean, 1883
- Coryphaenoides carminifer (Garman, 1899)
- Coryphaenoides castaneus Shcherbachev & Iwamoto, 1995
- Coryphaenoides cinereus (Gilbert, 1896)
- Coryphaenoides delsolari Chirichigno F. & Iwamoto, 1977
- Coryphaenoides dossenus McMillan, 1999
- Coryphaenoides dubius (Smith & Radcliffe, 1912)
- Coryphaenoides fernandezianus (Günther, 1887)
- Coryphaenoides ferrieri (Regan, 1913)
- Coryphaenoides filamentosus Okamura, 1970
- Coryphaenoides filicauda Günther, 1878
- Coryphaenoides filifer (Gilbert, 1896)
- Coryphaenoides grahami Iwamoto & Shcherbachev, 1991
- Coryphaenoides guentheri (Vaillant, 1888)
- Coryphaenoides gypsochilus Iwamoto & McCosker, 2001
- Coryphaenoides hextii (Alcock, 1890)
- Coryphaenoides hoskynii (Alcock, 1890)
- Coryphaenoides lecointei (Dollo, 1900)
- Coryphaenoides leptolepis Günther, 1877
- Coryphaenoides liocephalus (Günther, 1887)
- Coryphaenoides longicirrhus (Gilbert, 1905)
- Coryphaenoides longifilis Günther, 1877
- Coryphaenoides macrolophus (Alcock, 1889)
- Coryphaenoides marginatus Steindachner & Döderlein, 1887
- Coryphaenoides marshalli Iwamoto, 1970
- Coryphaenoides mcmillani Iwamoto & Shcherbachev, 1991
- Coryphaenoides mediterraneus (Giglioli, 1893)
- Coryphaenoides mexicanus (Parr, 1946)
- Coryphaenoides microps (Smith & Radcliffe, 1912)
- Coryphaenoides microstomus McMillan, 1999
- Coryphaenoides murrayi Günther, 1878
- Coryphaenoides myersi Iwamoto & Sazonov, 1988
- Coryphaenoides nasutus Günther, 1877
- Coryphaenoides oreinos Iwamoto & Sazonov, 1988
- Coryphaenoides orthogrammus (Smith & Radcliffe, 1912)
- Coryphaenoides paramarshalli Merrett, 1983
- Coryphaenoides profundicolus (Nybelin, 1957)
- Coryphaenoides rudis Günther, 1878
- Coryphaenoides rupestris Gunnerus, 1765 - típusfaj
- Coryphaenoides semiscaber Gilbert & Hubbs, 1920
- Coryphaenoides serrulatus Günther, 1878
- Coryphaenoides sibogae Weber & de Beaufort, 1929
- Coryphaenoides soyoae Nakayama & Endo, 2016
- Coryphaenoides spinulosus (Gilbert & Burke, 1912)
- Coryphaenoides striaturus Barnard, 1925
- Coryphaenoides subserrulatus Makushok, 1976
- Coryphaenoides thelestomus Maul, 1951
- Coryphaenoides tydemani (Weber, 1913)
- Coryphaenoides woodmasoni (Alcock, 1890)
- Coryphaenoides yaquinae Iwamoto & Stein, 1974
- Coryphaenoides zaniophorus (Vaillant, 1888)